# Montadora Stellantis Betim
A Fábrica da Stellantis Betim é uma fábrica que produz automóveis em Betim no estado de Minas Gerais, atualmente operada pela Stellantis .

## História
A construção da montadora começou em 1973 e foi inaugurada três anos depois, em 9 de julho de 1976. O primeiro carro produzido foi o Fiat 147. A produção tem crescido constantemente, partindo de 62.757 Fiat 147 produzidos em 1977, chegando a 713.248 unidades em 2008 e 850.000 unidades produzidas em 2012, um recorde histórico para a marca no Brasil.
Para lidar com a saturação deste local histórico e o constante aumento da demanda, a FIAT decidiu construir uma segunda unidade industrial no Brasil. Em 2010, foi lançada a primeira pedra da nova fábrica em Goiana, o que representou um investimento de 5 milhões de euros. Aumentou a produção de automóveis FIAT em 250.000 unidades por ano, atingindo uma capacidade de produção anual de 1.150.000 em 2016.
Desde 2015, a unidade fabril conta com 4 linhas de produção completas nas quais são produzidos 16 modelos diferentes, com mais de 120 versões destinadas ao mercado brasileiro e à exportação para todos os países da América Latina. Sua produção média diária chega a 3.500 unidades.
Ao completar 47 anos de operações, o Polo Automotivo Stellantis de Betim se consolida como uma fábrica de sucessos. Desde a sua inauguração, em 9 de julho de 1976, foram produzidos mais de 17 milhões de unidades, das quais 4 milhões já foram exportadas para 37 países.

## Carros produzidos

### Carros em produção
| Foto | Marca         | Modelo      | Início da produção |
| ---- | ------------- | ----------- | ------------------ |
|      | FIAT          | Fiorino     | 2013               |
|      | Caminhões Ram | V700 Rápido | 2014               |
|      | FIAT          | Mobi        | 2014               |
|      | FIAT          | Argo        | 2017               |
|      | FIAT          | Strada      | 2020               |
|      | RAM           | Strada      | 2020               |
|      | FIAT          | Pulse       | 2021               |
|      | Peugeot       | Fiorino     | 2022               |

### Carros fora de produção
| Foto | Marca      | Modelo       | Início da produção | Fim da produção |
| ---- | ---------- | ------------ | ------------------ | --------------- |
|      | Alfa Romeo | 2300         | 1978               | 1986            |
|      | FIAT       | 147          | 1976               | 1987            |
|      | FIAT       | 147 Panorama | 1980               | 1987            |
|      | FIAT       | Duna         | 1985               | 1995            |
|      | FIAT       | Elba         | 1985               | 1995            |
|      | FIAT       | Tipo         | 1993               | 1997            |
|      | FIAT       | Tempra       | 1991               | 1998            |
|      | FIAT       | Bravo        | 1995               | 2001            |
|      | FIAT       | Brava        | 1999               | 2003            |
|      | FIAT       | Marea        | 1998               | 2008            |
|      | FIAT       | Stilo        | 2003               | 2010            |
|      | FIAT       | Uno          | 1983               | 2013            |
|      | FIAT       | Palio I      | 1996               | 2016            |
|      | FIAT       | Siena        | 1997               | 2016            |
|      | FIAT       | Idea         | 2005               | 2016            |
|      | FIAT       | Bravo        | 2010               | 2016            |
|      | FIAT       | Grande Punto | 2007               | 2017            |
|      | FIAT       | Linea        | 2007               | 2018            |
|      | FIAT       | Palio II     | 2011               | 2018            |
|      | FIAT       | Strada       | 1998               | 2020            |
|      | Ram        | 700          | 2014               | 2020            |
|      | FIAT       | Doblò        | 2001               | 2021            |
|      | FIAT       | Uno          | 2010               | 2021            |
|      | FIAT       | Grand Siena  | 2012               | 2021            |